# (22294) Simmons
(22294) Simmons (1989 SC8) – planetoida z pasa głównego asteroid okrążająca Słońce w ciągu 3,45 lat w średniej odległości 2,28 j.a. Odkryta 28 września 1989 roku.